# Rue Jomas

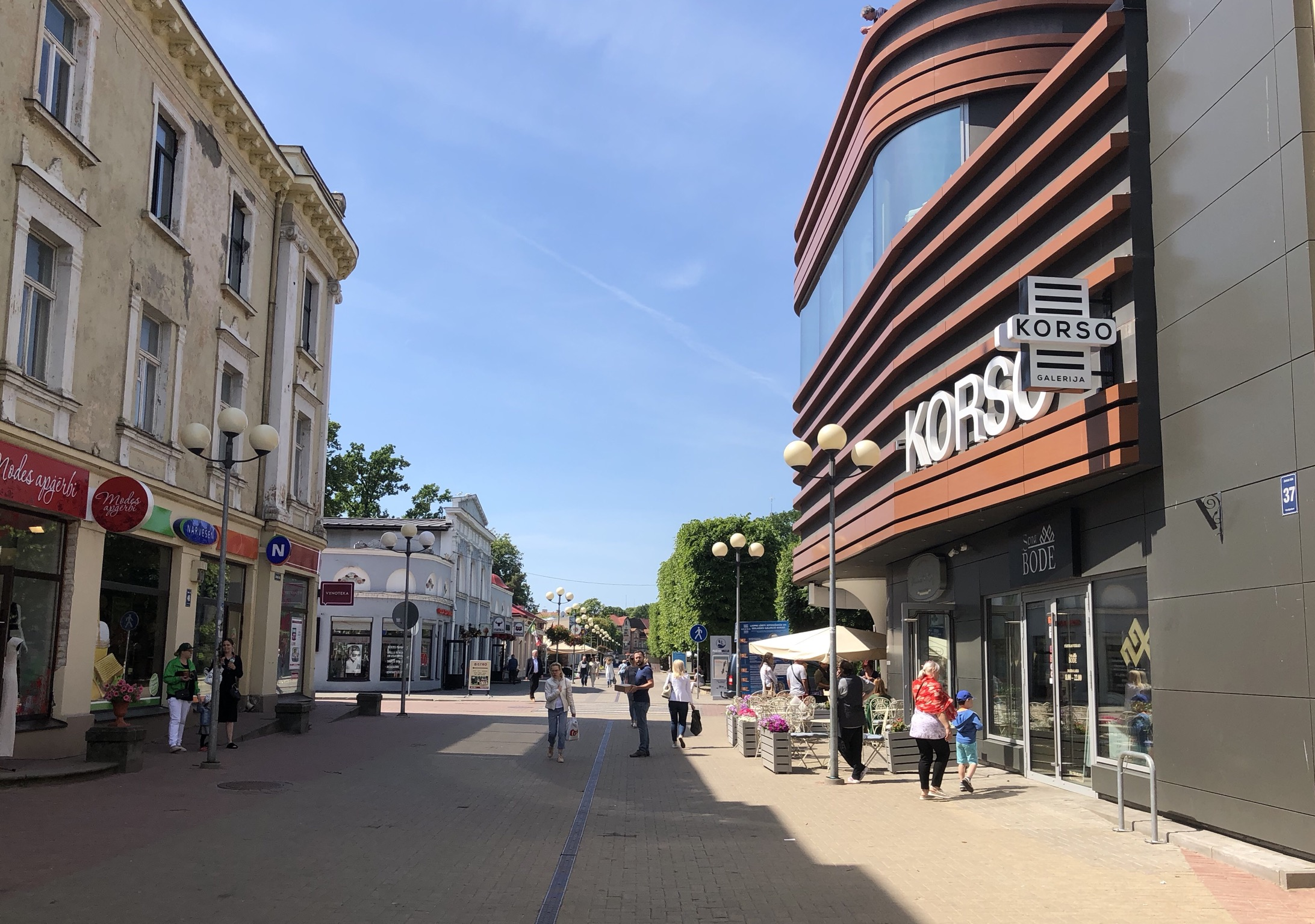
Zone piétonne

La rue Jomas (en letton : Jomas iela) est une rue centrale de la ville balnéaire lettone de Jurmala. Elle s'étend sur environ 1,5 kilomètre. Les deux tiers est de la rue sont aménagés en zone piétonne sur environ 1,1 kilomètre.

## Histoire et description
La rue Jomas est l’une des plus anciennes rues de la station balnéaire de Jurmala. La route est parallèle à une vallée appelée Jomas, le long des dunes de sable côtières. La zone piétonne a été désignée en 1987. Elle héberge de nombreux restaurants et magasins, et la rue est particulièrement appréciée des touristes en été. Un festival de rue de plusieurs jours a lieu chaque été.
À l'extrémité est de la rue se trouvent l'église orthodoxe russe Notre-Dame de Kazan et le Globe de Jurmala.
De nombreux édifices sont des bâtiments classés. Les numéros 29, 36, 39, 40, 41, 42, 43, 44, 46, 48, 50, 55, 56, 78, 82 et 92 sont inscrits au registre des monuments lettons.

## Liens Internet
- Rue Jomas à Jurmala sur www.latvia.travel
- Jomas iela sur www.liveriga.com
- Jomas iela sur www.visitjurmala.lv (letton)